# Nelima satoi
Nelima satoi is een hooiwagen uit de familie Sclerosomatidae.